# Eliminatórias da Copa do Mundo de Rugby de 2007 - Repescagem
A Repescagem das Eliminatórias da Copa do Mundo de Rugby de 2007 havia duas vagas disponíveis para o torneio final na França.

## Fase 1
| 20 de janeiro de 2007 |      |          |            |
| Marrocos              | 5-10 | Portugal | Casablanca |
|                       |      |          | Casablanca |

| 27 de janeiro de 2007 |       |          |        |
| Portugal              | 16-15 | Marrocos | Lisboa |
|                       |       |          | Lisboa |

Portugal venceu os dois jogos e se classificou para a Fase 2.

## Fase 2
| 10 de março de 2007 |      |         |        |
| Portugal            | 12-5 | Uruguai | Lisboa |
|                     |      |         | Lisboa |

| 24 de março de 2007 |       |          |            |
| Uruguai             | 18-12 | Portugal | Montevideo |
|                     |       |          | Montevideo |

Portugal venceu no placar agregado por 24 a 23 se classificou para a Fase Final da Copa do Mundo de Rugby de 2007.

## Repescagem 2 (zona Ásia-Oceania)
| 10 de fevereiro de 2007 |      |               |          |
| Tonga                   | 85-3 | Coreia do Sul | Auckland |
|                         |      |               | Auckland |

Tonga venceu os dois jogos e se classificou para a Fase Final da Copa do Mundo de Rugby de 2007.

## Ver tambem
- Eliminatórias da Copa do Mundo de Rugby de 2007